# Laura Magitteri
Laura Magitteri (Como, 30 dicembre 1988) è un'ex pattinatrice artistica su ghiaccio italiana.
Ha gareggiato in coppia con Ondřej Hotárek fino al 2009, conquistando due primi (2007 e 2008) e un terzo posto (2009) ai Campionati italiani di pattinaggio di figura.

## Risultati
| Risultati                | Risultati | Risultati | Risultati |
| Eventi                   | 2006–2007 | 2007–2008 | 2008–2009 |
| ------------------------ | --------- | --------- | --------- |
| Campionati mondiali      | 16º       | 13º       |           |
| Campionati europei       | 9º        | 11º       |           |
| Campionati italiani      | 1º        | 1º        | 3º        |
| GP NHK Trophy            |           |           | 6º        |
| GP Rostelecom Cup        |           | 8º        |           |
| GP Skate America         |           | 6º        |           |
| Nebelhorn Trophy         |           | R         | 9º        |
| Coupe International Nice | 3º        |           |           |

R = Ritirati